# Veauville-lès-Quelles
Veauville-lès-Quelles é uma comuna francesa na região administrativa da Normandia, no departamento de Sena Marítimo. Estende-se por uma área de 3,19 km². Em 2010 a comuna tinha 132 habitantes (densidade: 41,4 hab./km²).